# Elwira
Elwira – imię żeńskie o niepewnej etymologii. Na ogół przypisywane jest jej pochodzenie z gockiego i znaczenie „prawdziwie szlachetna”, ale mogłoby też oznaczać „opiekunka wszystkich”. Według najnowszych publikacji naukowych imię to wywodzi się jednak z języka arabskiego, a przedostało się do Polski za pośrednictwem języka hiszpańskiego, podobnie jak Eleonora.
Elwira imieniny obchodzi: 25 stycznia, 10 lutego, 14 czerwca, 25 sierpnia i 21 listopada.
Jest żeńskim odpowiednikiem imienia Elwir.

## Osoby noszące imię Elwira
- Elvira Berend – luksemburska szachistka
- Elvira Diamanti – albańska aktorka
- Elvira Godeanu – rumuńska aktorka teatralna i filmowa
- Elwira Kamińska – polska choreografka, pedagog, współtwórczyni Państwowego Zespołu Pieśni i Tańca „Śląsk”
- Elwira Kucharska – prawniczka, dyplomata
- Elwira Marszałkowska-Krześ – prawniczka, nauczycielka akademicka
- Elvira Notari – włoska scenarzystka, reżyserka i producentka
- Elwira Miriam Psorulla – współzałożycielka apostolatu chorych i stowarzyszeń katolickich
- Elvira Öberg – szwedzka biathlonistka
- Elwira Ozolina – łotewska lekkoatletka, oszczepniczka
- Elwira Saadi – radziecka gimnastyczka, dwukrotna medalistka olimpijska
- Elwira Seroczyńska – polska łyżwiarka szybka
- Elwira Todua – rosyjska sportsmenka, bramkarka w żeńskiej reprezentacji piłki nożnej
- Elwira Żmudzka – geografka, nauczycielka akademicka, specjalistka z zakresu klimatologii